# Mackworth Castle
Mackworth Castle är ett slott i Storbritannien.   Det ligger i grevskapet Derbyshire och riksdelen England, i den södra delen av landet, 180 km nordväst om huvudstaden London. Mackworth Castle ligger 87 meter över havet.
Terrängen runt Mackworth Castle är platt. Runt Mackworth Castle är det tätbefolkat, med 762 invånare per kvadratkilometer. Närmaste större samhälle är Derby, 4,1 km öster om Mackworth Castle. Trakten runt Mackworth Castle består till största delen av jordbruksmark.